# Luna X 2000
El Luna X-2000 (Luftgestützte Unbemannte Nahaufklärungs-Ausstattung) es un UAV táctico de reconocimiento y  guerra electrónica, en servicio en el Bundeswehr  desde marzo de 2000, y fabricado por la empresa alemana EMT Penzberg.

## Misión

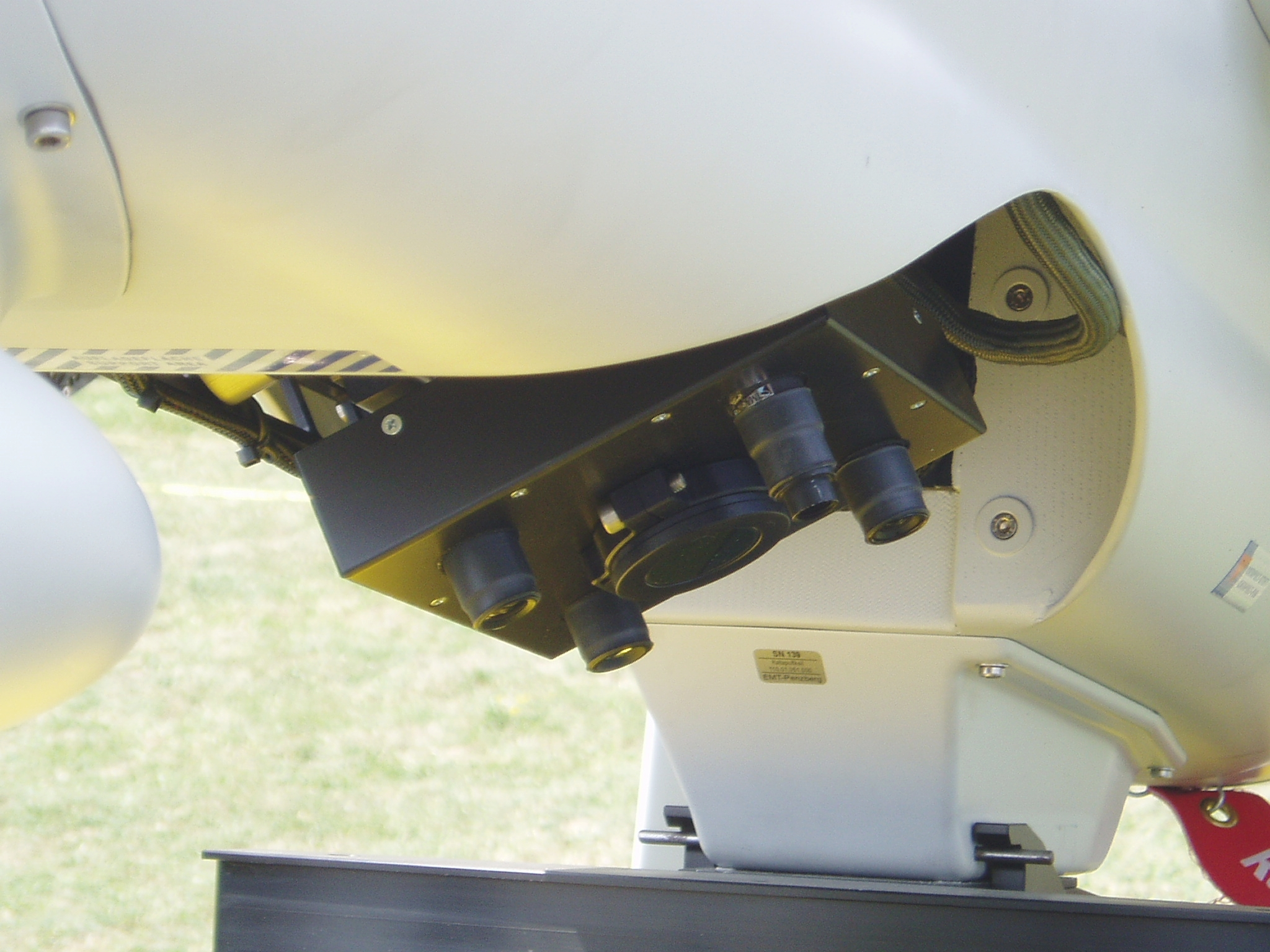
Una de las cámaras que puede incorporar el Luna X-2000

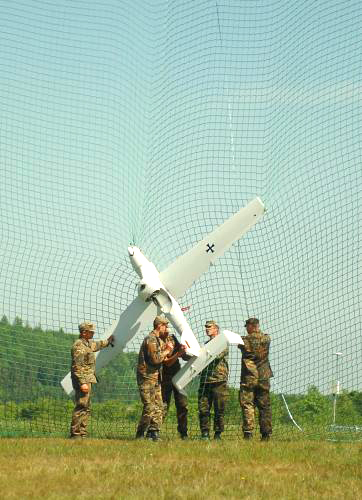
La recuperación del Luna puede hacerse por un sistema de paracaídas, o con una red, como aquí. A resaltar su tamaño respecto a su masa reducida de menos de 40 kg.

El Luna fue concebido para misiones de reconocimiento táctico, a más de 65 km de distancia, es capaz de transmitir datos en tiempo real que provienen de cámaras, infrarrojos, o de un radar en miniatura de apertura sintética; También puede tomar fotografías a alta resolución, su construcción a partir de una célula en fibra de vidrio, le proporciona la capacidad de reducir la firma acústica del motor.
Es capaz de realizar tareas tales como la recolección de muestras de partículas de la atmósfera para detectar  contaminación, una misión MRE,  guerra electrónica (interferencia radio, interferencia radar), pudiendo ser dotado de diferentes configuraciones.
El Luna es lanzado por una catapulta elástica, y sigue un camino preprogramado, que puede ser modificado en caso de necesidad. Al fin de su misión, es recuperado en una red, o con la ayuda de un paracaídas y con la ayuda de amortiguadores de impacto.

## Historial Operacional
Loss Luna son utilizados por las fuerzas alemanas del KFOR desde el 2000, y también han sido desplegados desde el 2003 por las tropas presentes de Bundeswehr en Afganistán. En junio de 2010, había acumulado más de 6.000 vuelos operacionales.
Las autoridades alemanas reconocieron haber perdido un  Luna en Afganistán debido a fallos mecánicos, el 28 de julio de 2010. Aunque hubiera podido recuperarse, ha estado abandonado en el mismo lugar a causa de la presencia de IED´s y fuerzas insurgentes. 

## Exportación
En primavera de 2010, un contrato de compra habría sido contemplado con Pakistán, por un sistema.

## Especificaciones

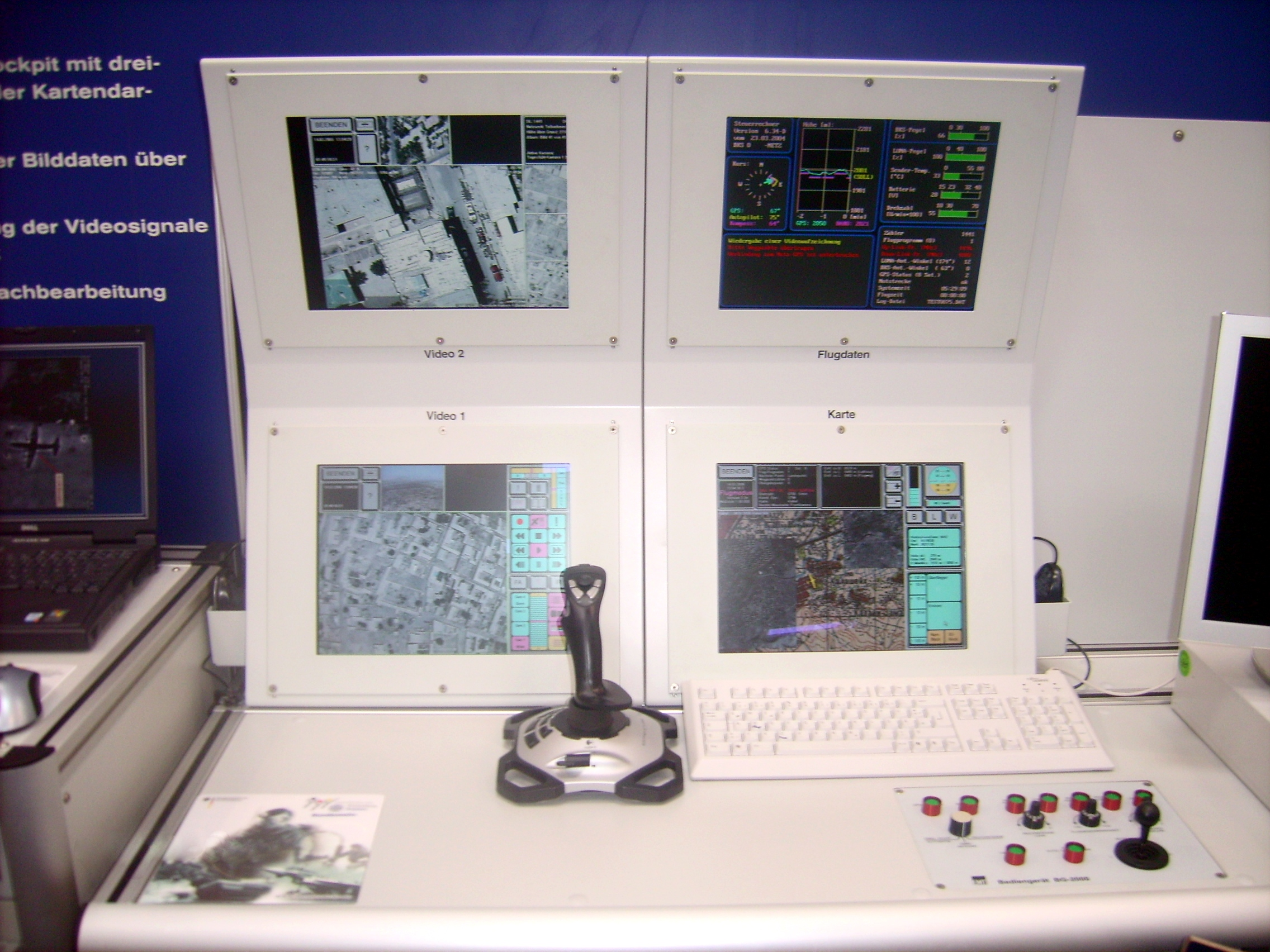
Estación de control del Luna X-2000

### Características generales
- Tripulación: 0
- Carga:  de 32 a 37 kg, según configuración
- Envergadura: 2,36 m
- Superficie alar: 4,17 m
- Planta motriz:  bicilíndrico de dos tiempos . cada uno.

### Rendimiento
- Velocidad máxima operativa (Vno):  70 km/h
- Alcance en combate: de 6 a 8 h, según configuración
- Techo de vuelo: 3.500 m

### Aeronaves similares
- SIVA
- SAGEM Sperwer
- Yakovlev Pchela

### Listas relacionadas
- Anexo:Vehículos aéreos no tripulados